# Kan (певец)
Патвокан Грайрикович Аракелян (арм. Պատվոկան Առաքելյան; род. 10 июля 1992, Армения), более известен под сценическим псевдонимом Kan — российский певец и музыкант армянского происхождения. Ранее был артистом музыкального лейбла и коллектива Black Star и являлся их диджеем под псевдонимом DJ KAN (2014—2018).

## Биография
Патвокан родился 10 июля 1992 года в Армении.
Детские годы были проведены в Краснодаре. Аракелян был не единственным ребёнком в семье, рос со своей сестрой. Его родители занимались предпринимательской деятельностью.
Патвокан увлёкся музыкой в 7-8 лет, примерно в то время он ходил в музыкальную школу, где учился вокалу и игре на фортепиано.
С ранних лет Патвокана поддерживала мать, именно она привела своего сына в студию для записи его первой песни, которая, как он вспоминает, была армяно-русской. Параллельно в юности, пробовал себя в хип-хоп направлении, принимал участие в рэп-баттлах, где даже занимал лидирующие места в местых заведениях. Будучи учеником школы, он решил не идти в 10 класс и подал документы в колледж. Однако, ему было не суждено там проучиться из-за буйного нрава и всяческого уклонения от учёбы (был выгнан).
В возрасте 18 лет собрал чемоданы и уехал в Москву с небольшим количеством денег так как знал, что в столице большие перспективы, что бы реализовать свой творческий потенциал.
Постепенно, начали узнавать в определённых кругах по причине того, что он подрабатывал в клубах DJ и МС.
На Аракеляна обратили внимание представители лейбла «Black Star», которые пригласили его поработать совместно.
В 2014 году он подписал контракт с «Black Star» и стал музыкальным артистом и диджеем лейбла.
С 2018 года уже не являлся участником Black Star и ушёл в свободное плавание.
9 апреля 2021 года выпустил свой первый студийный альбом под названием «1992».
На данный момент продолжает свою творческую деятельность (2023).

## Личная жизнь
Холост, детей нет.

## Дискография
- 2021 — «1992»

#### Синглы
- 2014 — «Fantasy»
- 2014 — «Часть меня» (feat. Natan)
- 2015 — «Fallen In Love» (feat. Cedric SYF)
- 2015 — «Ну что за дела» (& Миша Марвин feat. Тимати)
- 2016 — «Стерва» (feat. Миша Марвин)
- 2016 — «Танцуй со мной»
- 2017 — «Sex»
- 2017 — «Раздета»
- 2017 — «Ангел»
- 2017 — «Всё для тебя»
- 2018 — «AfterParty»
- 2018 — «Tatu»
- 2019 — «Звезопад»
- 2019 — «Сколько стоит любовь»
- 2019 — «Растаяла»
- 2019 — «Розовый закат»
- 2019 — «Небо»
- 2020 — «Кампари»
- 2020 — «Пуля»
- 2020 — «Ночь»
- 2020 — «Tik Tok»
- 2020 — «Хулиган»
- 2021 — «Роза»
- 2021 — «Bulgari»
- 2021 — «In Your Eyes» (feat. Super Sako)
- 2022 — «Gisher»
- 2022 — «Tell me»
- 2022 — «Nobody»
- 2023 — «Drama»

### Видеоклипы
| Год  | Клип                                        | Режиссёр                       |
| ---- | ------------------------------------------- | ------------------------------ |
| 2014 | Fantasy                                     | Саид Energizer                 |
| 2014 | «Часть меня» (feat. Natan)                  | Алексей Белов                  |
| 2015 | Fallen In Love (feat. Cedric SYF)           | Kan                            |
| 2015 | Ну что за дела (& Миша Марвин feat. Тимати) | Артемий Лежнев и Алексей Белов |
| 2016 | Стерва (feat. Миша Марвин)                  | Сергей Франте                  |
| 2016 | Танцуй со мной                              | Мушо Хачикян                   |
| 2017 | Sex                                         | Kan                            |
| 2017 | Раздета                                     | Артемий Ортус и Ани Малицкая   |
| 2017 | Ангел                                       | Сергей Grey                    |
| 2017 | Всё для тебя                                | Артур Григорьев                |
| 2018 | Tatu                                        | Лев Ефимов                     |
| 2018 | Трясёт задом                                | Kan                            |
| 2019 | Розовый закат (Mood video)                  | Kan                            |
| 2020 | Tik Tok (Mood video)                        | Kan                            |
| 2020 | Хулиган (Mood video)                        | Kan                            |
| 2022 | In your eyes (feat. Super Sako)             |                                |
| 2022 | Gisher (Mood video)                         |                                |
| 2023 | Drama                                       |                                |
| 2023 | Tell me (Mood video)                        |                                |

## Номинации[11]
| Год  | Рубрика | Телеканал   | Номинант / Номинированная работа              | Результат | Ист. |
| ---- | ------- | ----------- | --------------------------------------------- | --------- | ---- |
| 2016 | #ПРОРЫВ | Europa Plus | DJ KAN, Миши Марвина, Тимати — Ну Что За Дела | Победа    |      |